# Tour of the Alps
Tour of the Alps, do 2016 r. pod nazwą Giro del Trentino – wieloetapowy wyścig kolarski rozgrywany corocznie we włoskim regionie Trydent-Górna Adyga.
Pierwsze dwie edycje wyścigu odbyły się w latach 1962–1963 i miały charakter rywalizacji jednodniowej, po czym na kilkanaście lat zaprzestano jej organizacji. W 1979 impreza została wznowiona już jako odbywający się corocznie wyścig wieloetapowy. W 1986, jedyny raz w jego historii, wyścig przybrał formułę rywalizacji drużynowej, bez indywidualnej klasyfikacji generalnej. Od 2005 wyścig należał do cyklu UCI Europe Tour – początkowo z kategorią 2.1, a od 2011 z kategorią 2.HC, a od sezonu 2020 został przeniesiony do cyklu UCI ProSeries.

## Zwycięzcy
Opracowano na podstawie:
| Rok  | Pierwsze                  | Drugie                   | Trzecie                  |
| ---- | ------------------------- | ------------------------ | ------------------------ |
| 1962 | Enzo Moser                | Alcide Cerato            | Gaetano Sarazin          |
| 1963 | Guido De Rosso            | Franco Cribiori          | Ercole Baldini           |
| 1979 | Knut Knudsen              | Francesco Moser          | Roger De Vlaeminck       |
| 1980 | Francesco Moser           | Tommy Prim               | Gianbattista Baronchelli |
| 1981 | Roberto Visentini         | Francesco Moser          | Giovanni Mantovani       |
| 1982 | Giuseppe Saronni          | Francesco Moser          | Gianbattista Baronchelli |
| 1983 | Francesco Moser           | Bruno Leali              | Emanuele Bombini         |
| 1984 | Franco Chioccioli         | Emanuele Bombini         | Luciano Loro             |
| 1985 | Harald Maier              | Silvano Contini          | Gerhard Zadrobilek       |
| 1986 | Carrera-Inoxpran          | Del Tongo-Colnago        | Atala-Ofmega             |
| 1987 | Claudio Corti             | Gianbattista Baronchelli | Tony Rominger            |
| 1988 | Urs Zimmermann            | Tony Rominger            | Helmut Wechselberger     |
| 1989 | Mauro-Antonio Santaromita | Claudio Chiappucci       | Luca Gelfi               |
| 1990 | Gianni Bugno              | Pēteris Ugrjumovs        | Leonardo Sierra          |
| 1991 | Leonardo Sierra           | Massimiliano Lelli       | Stephen Hodge            |
| 1992 | Claudio Chiappucci        | Roberto Conti            | Zenon Jaskuła            |
| 1993 | Maurizio Fondriest        | Claudio Chiappucci       | Leonardo Sierra          |
| 1994 | Moreno Argentin           | Jewgienij Bierzin        | Francesco Casagrande     |
| 1995 | Heinz Imboden             | Mariano Piccoli          | Francesco Frattini       |
| 1996 | Wladimir Belli            | Enrico Zaina             | Nelson Rodríguez Serna   |
| 1997 | Luc Leblanc               | Pawieł Tonkow            | Leonardo Piepoli         |
| 1998 | Paolo Savoldelli          | Dario Frigo              | Francesco Casagrande     |
| 1999 | Paolo Savoldelli          | Gilberto Simoni          | Marco Pantani            |
| 2000 | Simone Borgheresi         | Niklas Axelsson          | Paolo Savoldelli         |
| 2001 | Francesco Casagrande      | Leonardo Piepoli         | Raimondas Rumšas         |
| 2002 | Francesco Casagrande      | Julio Alberto Pérez      | Gilberto Simoni          |
| 2003 | Gilberto Simoni           | Stefano Garzelli         | Tadej Valjavec           |
| 2004 | Damiano Cunego            | Jure Golčer              | Gilberto Simoni          |
| 2005 | Julio Alberto Pérez       | Jewgienij Pietrow        | Sergio Ghisalberti       |
| 2006 | Damiano Cunego            | Luca Mazzanti            | Eddy Ratti               |
| 2007 | Damiano Cunego            | Michele Scarponi         | Luca Mazzanti            |
| 2008 | Vincenzo Nibali           | Stefano Garzelli         | Domenico Pozzovivo       |
| 2009 | Ivan Basso                | Janez Brajkovič          | Przemysław Niemiec       |
| 2010 | Aleksandr Winokurow       | Riccardo Riccò           | Domenico Pozzovivo       |
| 2011 | Michele Scarponi          | Tiago Machado            | Luca Ascani              |
| 2012 | Domenico Pozzovivo        | Damiano Cunego           | Sylwester Szmyd          |
| 2013 | Vincenzo Nibali           | Mauro Santambrogio       | Maxime Bouet             |
| 2014 | Cadel Evans               | Domenico Pozzovivo       | Przemysław Niemiec       |
| 2015 | Richie Porte              | Mikel Landa              | Leopold König            |
| 2016 | Mikel Landa               | Tanel Kangert            | Jakob Fuglsang           |
| 2017 | Geraint Thomas            | Thibaut Pinot            | Domenico Pozzovivo       |
| 2018 | Thibaut Pinot             | Domenico Pozzovivo       | Miguel Ángel López       |
| 2019 | Pawieł Siwakow            | Tao Geoghegan Hart       | Vincenzo Nibali          |
| 2021 | Simon Yates               | Pello Bilbao             | Aleksandr Własow         |
| 2022 | Romain Bardet             | Michael Storer           | Thymen Arensman          |
| 2023 | Tao Geoghegan Hart        | Hugh Carthy              | Jack Haig                |
| 2024 | Juan Pedro López          | Ben O’Connor             | Antonio Tiberi           |
| 2025 |                           |                          |                          |